# Oelsnitz (Vogtl) (stacja kolejowa)
Oelsnitz (Vogtl) (niem: Bahnhof Oelsnitz (Vogtl)) – stacja kolejowa w Oelsnitz/Vogtl., w kraju związkowym Saksonia, w regionie Vogtland, w Niemczech. Znajduje się na linii Plauen – Cheb.
Według klasyfikacji Deutsche Bahn posiada kategorię 6.

## Linie kolejowe
- Plauen – Cheb
- Herlasgrün – Oelsnitz